# De Hoop (Markelo)
De Hoop (ook wel Molen van Buursink genoemd) is een korenmolen in Markelo in de Nederlandse provincie Overijssel.
De molen werd in 1839 gebouwd. Tot 1924 bleef de molen op windkracht in bedrijf, daarna werd er met een elektromotor verder gemalen. De molen is thans eigendom van de Stichting Vrienden van de Molen van Buursink die de molen, waarvan alleen de romp behouden was gebleven, in 1991 geheel liet restaureren. Sindsdien wordt de molen zeer regelmatig door een vrijwillige molenaar in bedrijf gesteld.
De molen is thans ingericht met een koppel maalstenen. De roeden van de molen zijn 23,50 meter lang. De binnenroede is voorzien van het fokwieksysteem met zeilen. De buitenroede heeft Oudhollands hekwerk met zeilen.